# Phrynarachne papulata
Phrynarachne papulata es una especie de araña cangrejo del género Phrynarachne, familia Thomisidae. Fue descrita científicamente por Tord Tamerlan Teodor Thorell en 1891.

## Distribución
Esta especie se encuentra en Birmania.

## Tratamiento taxonómico
La especie aparece registrada y publicada en Spindlar från Nikobarerna och andra delar af södra Asien. Kongliga Svenska Vetenskaps–Akademiens Handlingar 24(2): 1–149.